# Парад
Парадът (от испански: parada, „рязко спиране на кон“) е организирано шествие на военни части (военен парад) или други организирани групи от хора. Обикновено са облечени в костюми, които подсказват от какъв клас или от коя част на обществото са участниците.
Парадите обикновено се провеждат по тържествени поводи, еднократно или периодично. Например в края на Втората световна война съветската Червена армия прави военен парад на Червения площад в Москва по случай победата на СССР над Третия райх. Оттогава той се провежда на всеки 9 май, честван като Ден на Победата.